# Individual Thought Patterns
Individual Thought Patterns es el quinto álbum de estudio de la banda norteamericana de death metal Death. Salió al mercado el 22 de junio de 1993. Musicalmente, el álbum continúa con la expansión del estilo musical de Death, hacia un lado más progresivo y técnico, cambio que inició en su álbum anterior Human, incorporando elementos usualmente asociados con el jazz. Tal como en Human, las letras de Schuldiner exploran facetas humanas incluyendo críticas a las normas sociales, imaginaciones y percepciones.
Este álbum contiene la canción "The Philosopher", para la cual se realizó un vídeo musical el cual fue puesto al aire por MTV y fue reseñado —y satirizado— por Beavis and Butt-Head, quienes confunden al chico del vídeo con "Jeremy" del video de Pearl Jam y se burlan de la voz de Schuldiner. Según Metal-Rules.com, el álbum es el número 100 de los 100 más grandes álbumes de heavy metal de todos los tiempos, también como el número 11 de los más grandes álbumes de metal extremo de todos los tiempos. El álbum fue reeditado a finales de octubre del 2011 por Relapse Records incluyendo dos discos adicionales.

## Listado de canciones
| N.º | Título                        | Duración |  |
| 1.  | «Overactive Imagination»      | 3:30     |  |
| 2.  | «In Human Form»               | 3:57     |  |
| 3.  | «Jealousy»                    | 3:41     |  |
| 4.  | «Trapped in a Corner»         | 4:14     |  |
| 5.  | «Nothing Is Everything»       | 3:19     |  |
| 6.  | «Mentally Blind»              | 4:49     |  |
| 7.  | «Individual Thought Patterns» | 4:01     |  |
| 8.  | «Destiny»                     | 4:06     |  |
| 9.  | «Out of Touch»                | 4:22     |  |
| 10. | «The Philosopher»             | 4:13     |  |

| Reedición de Relapse Records, 2011 (disco 2) |                                                                        |          |  |
| N.º                                          | Título                                                                 | Duración |  |
| 1.                                           | «Leprosy» (en vivo en Alemania - 13 de abril de 1993)                  | 6:03     |  |
| 2.                                           | «Suicide Machine» (en vivo en Alemania - 13 de abril de 1993)          | 4:29     |  |
| 3.                                           | «Living Monstrosity» (en vivo en Alemania - 13 de abril de 1993)       | 5:12     |  |
| 4.                                           | «Overactive Imagination» (en vivo en Alemania - 13 de abril de 1993)   | 3:40     |  |
| 5.                                           | «Flattening of Emotions» (en vivo en Alemania - 13 de abril de 1993)   | 4:27     |  |
| 6.                                           | «Within the Mind» (en vivo en Alemania - 13 de abril de 1993)          | 5:45     |  |
| 7.                                           | «In Human Form» (en vivo en Alemania - 13 de abril de 1993)            | 4:02     |  |
| 8.                                           | «Lack of Comprehension» (en vivo en Alemania - 13 de abril de 1993)    | 3:55     |  |
| 9.                                           | «Trapped in a Corner» (en vivo en Alemania - 13 de abril de 1993)      | 4:27     |  |
| 10.                                          | «Zombie Ritual» (en vivo en Alemania - 13 de abril de 1993)            | 4:32     |  |
| 11.                                          | «The Exorcist (versión de la canción de Possessed)» (pista descartada) | 4:26     |  |

| Reedición de Relapse Records, 2011 (disco 3) |                                                                |          |  |
| N.º                                          | Título                                                         | Duración |  |
| 1.                                           | «Overactive Imagination» (instrumental - diciembre, 1992)      | 3:39     |  |
| 2.                                           | «In Human Form» (instrumental - diciembre, 1992)               | 3:44     |  |
| 3.                                           | «The Philosopher» (instrumental - diciembre, 1992)             | 4:05     |  |
| 4.                                           | «Trapped in a Corner» (instrumental - diciembre, 1992)         | 3:29     |  |
| 5.                                           | «Individual Thought Patterns» (instrumental - diciembre, 1992) | 4:03     |  |
| 6.                                           | «Jealousy» (instrumental - diciembre, 1992)                    | 3:45     |  |
| 7.                                           | «Nothing is Everything» (instrumental - diciembre, 1992)       | 3:21     |  |
| 8.                                           | «Destiny» (instrumental - diciembre, 1992)                     | 3:54     |  |
| 9.                                           | «Mentally Blind» (instrumental - diciembre, 1992)              | 4:23     |  |
| 10.                                          | «Out of Touch» (instrumental - diciembre, 1992)                | 4:21     |  |
| 11.                                          | «In Human Form» (Riffs, 1992)                                  | 3:40     |  |
| 12.                                          | «The Philosopher» (Riffs, 1992)                                | 3:35     |  |
| 13.                                          | «Trapped in a Corner» (Riffs, 1992)                            | 2:29     |  |

## Créditos
- Chuck Schuldiner - Guitarra líder, voz y producción musical
- Andy LaRocque - Guitarra rítmica
- Steve DiGiorgio - Bajo eléctrico
- Gene Hoglan - Batería
- Scott Burns - Producción musical
- René Miville - Arte gráfico
- David Bett - Dirección de arte gráfico
- Kathy Milone - Diseño artístico
- Jacob Speis - Maquetación
- Alan Douches - Remasterización (reedición de 2011)
- Jamal Ruhe - Remezcla (reedición de 2011)